# Radek John
Radek John (wym. [radɛk ˈjoːn]; ur. 6 grudnia 1954 w Pradze) – czeski dziennikarz, pisarz, scenarzysta i polityk, od 2009 do 2013 przewodniczący partii Sprawy Publiczne (VV), wicepremier oraz minister spraw wewnętrznych w latach 2010–2011.

## Życiorys
Radek John urodził się w 1954 w Pradze. W 1979 ukończył studia na Wydziale Filmowym i Telewizyjnym Akademii Sztuk Scenicznych w Pradze (FAMU). W latach 1980–1993 był redaktorem magazynu „Mladý svět”. W połowie lat 90. rozpoczął pracę jako dziennikarz w stacji telewizyjnej TV Nova, w której prowadził program publicystyczny Na vlastní oči. Z telewizji odszedł ostatecznie w 2009. Zajął się również prowadzeniem własnej działalności gospodarczej.
Jest autorem scenariuszy do kilkunastu produkcji telewizyjnych (pracował jako scenarzysta Studia Filmowego Barrandov). Opublikował kilka książek, w tym powieść Memento (1986), przedstawiającą problem uzależnienia od narkotyków, która została przełożona na 10 języków.
Od 27 czerwca 2009 do 16 lutego 2013 był jednym z czterech przewodniczących i faktycznym liderem partii politycznej Sprawy Publiczne. Początkowo była ona aktywna na scenie regionalnej, m.in. zdobywając mandaty we władzach lokalnych w stolicy Czech. W wyborach parlamentarnych w maju 2010 partia po raz pierwszy przekroczyła wynoszący 5% próg wyborczy do Izby Poselskiej. Zdobyła 10,9% głosów poparcia i 24 spośród 200 mandatów, z których jeden przypadł Radkowi Johnowi.
Po wyborach rozpoczął rozmowy na temat stworzenia wspólnej koalicji razem z Obywatelską Partią Demokratyczną (ODS) Petra Nečasa oraz ugrupowaniem TOP 09. 12 lipca 2010 trzy partie podpisały porozumienie koalicyjne. Następnego dnia prezydent zaprzysiągł gabinet Petra Nečasa, w którym Radek John objął stanowisko wicepremiera i ministra spraw wewnętrznych, a VV obsadziły w sumie cztery spośród piętnastu stanowisk. W kwietniu 2011 został odwołany z funkcji ministra, a w maju tegoż roku również ze stanowiska wicepremiera. W 2014 bezskutecznie ubiegał się o mandat eurodeputowanego z ramienia VV.